# Бернхард фон Харденберг
Бернхард фон Харденберг (на немски: Bernhard von Hardenberg, Ritter; * пр. 1219; † сл. 1241) е рицар от стария долносаксонски благороднически род Харденберг. Той е първият споменат от фамилията. Родът не е роднина с род Харденберг от Вестфалия.

## Произход
Той е син на Бернхард де Нофали (* пр. 1189; † сл. 1207) и съпругата му фон Бофентен, дъщеря на Гюнтер фон Бофентен. Внук е на Бернхард фон Тюдингхаузен (* пр. 1139; † сл. 1151) и племенник на рицар Бернхард де Нофали (* пр. 1189; † сл. 12094). Брат е на Гюнтер де Харденбург (* пр. 1219; † 1245/1247) и на Херман де Харденберг († сл. 1229).
От 1219 г. фамилията има името фон Харденберг и живее оттогава в замък Харденберг. Родът е издигнат на имперски граф през 1778 и през 1814 г. на пруски княз и граф. През 1814 г. неговият потомък фрайхер Карл Август фон Харденберг (1750 – 1822) е издигнат на княз и в периода 1804 – 1806 г. е външен министър на Прусия и държавен канцлер от 1810 до 1822 г.

## Деца
Бернхард фон Харденберг има трима или четирима сина:
- Хериманус фон Харденберг де Тутигехузен (* пр. 1264; † сл. 1312), рицар; има децата:
  - Енгелберт фон Харденберг (* пр. 1297; † сл. 1305), рицар, женен за София фон Шпигелберг († сл. 1331), има деца
  - Вернер фон Харденберг († сл. 1312)
  - Герхард фон Харденберг (* пр. 1303; † сл. 1347), има син:
    - Херман фон Харденберг (* пр. 1330; † сл. 1376), рицар

  - Ермгард фон Харденберг, омъжена за Готшалк фон Плесе
- Бернардус де Тутигехузен (* пр. 1229; † сл. 1248), рицар, женен за фон Баленхаузен; има син:
  - Херман фон Баленхаузен (* пр. 1219; † сл. 1292), кнапе
- Тидрикус (Дитрих) де Тутигехузен (* пр. 1245; † сл. 24 септември 1287/сл. 1289), рицар, пфанд-господар на Харденберг женен I. за фон Аделебзен и има три сина и от други две връзки още пет сина и една дъщеря
- Херман фон Харденберг († сл. 1264); има син:
  - Херман фон Харденберг († сл. 17 март 1311)